# Acta Zoologica Fennica
Acta Zool. Fennica
Acta Zoologica Fennica est une collection de publications biologiques finnoises en anglais, à intervalles irréguliers. La revue est publiée par un comité de rédaction composé de représentants des quatre principales organisations finlandaises de biologie. L'Académie de Finlande soutient la publication de la collection.

## Description
Chaque numéro compte au moins 48 pages. Cette publication a été créée en 1964.
Les domaines de la collection comprennent :
- l'écologie ;
- la recherche sur le gibier et les pêches ;
- la physiologie écologique ;
- la zoologie ;
- la taxonomie.